# 1998-as labdarúgó-világbajnokság-selejtező (UEFA – 2. csoport)
Az 1998-as labdarúgó-világbajnokság európai 2. selejtezőcsoportjának mérkőzéseit, és a csoport végeredményét tartalmazó lapja. A csoportban körmérkőzéses, oda-visszavágós rendszerben játszottak egymással a labdarúgó-válogatottak. A csoportelső automatikus résztvevője lett az 1998-as labdarúgó-világbajnokságnak.
A csoportban Anglia, Grúzia, Lengyelország, Moldova és Olaszország szerepelt.
Anglia végzett az első helyen és kijutott az 1998-as világbajnokságra, a második helyet pedig Olaszország szerezte meg és pótselejtezőt játszhatott.

## Tabella
| Hely. | Csapat        | M | Gy | D | V | G+ | G– | Gk  | P  | Továbbjutás                          |     | Anglia | Olaszország | Lengyelország | Grúzia | Moldova |
| ----- | ------------- | - | -- | - | - | -- | -- | --- | -- | ------------------------------------ | --- | ------ | ----------- | ------------- | ------ | ------- |
| 1.    | Anglia        | 8 | 6  | 1 | 1 | 15 | 2  | +13 | 19 | Kijutott az 1998-as világbajnokságra |     | —      | 0–1         | 2–1           | 2–0    | 4–0     |
| 2.    | Olaszország   | 8 | 5  | 3 | 0 | 11 | 1  | +10 | 18 | Továbbjutott a második fordulóba     |     | 0–0    | —           | 3–0           | 1–0    | 3–0     |
| 3.    | Lengyelország | 8 | 3  | 1 | 4 | 10 | 12 | −2  | 10 |                                      |     | 0–2    | 0–0         | —             | 4–1    | 2–1     |
| 4.    | Grúzia        | 8 | 3  | 1 | 4 | 7  | 9  | −2  | 10 |                                      | 0–2 | 0–0    | 3–0         | —             | 2–0    |         |
| 5.    | Moldova       | 8 | 0  | 0 | 8 | 2  | 21 | −19 | 0  |                                      | 0–3 | 1–3    | 0–3         | 0–1           | —      |         |

## Mérkőzések
| 1996. szeptember 1. 18:00 UTC+3 |

| Moldova | 0–3         | Anglia                               |
| ------- | ----------- | ------------------------------------ |
|         | Jegyzőkönyv | Barmby 24' Gascoigne 26' Shearer 61' |

| Köztársasági Stadion, Chișinău Nézőszám: 9,500 Játékvezető: Ilkka Koho (finn) |

| 1996. október 5. 21:15 UTC+3 |

| Moldova      | 1–3         | Olaszország                    |
| ------------ | ----------- | ------------------------------ |
| Curtianu 12' | Jegyzőkönyv | Ravanelli 8' 87' Casiraghi 67' |

| Köztársasági Stadion, Chișinău Nézőszám: 4,085 Játékvezető: Gerd Grabher (osztrák) |

| 1996. október 9. 20:00 UTC+1 |

| Anglia          | 2–1         | Lengyelország |
| --------------- | ----------- | ------------- |
| Shearer 25' 38' | Jegyzőkönyv | Citko 7'      |

| Wembley, London Nézőszám: 74,663 Játékvezető: Hellmut Krug (német) |

| 1996. október 9. 20:30 UTC+2 |

| Olaszország   | 1–0         | Grúzia |
| ------------- | ----------- | ------ |
| Ravanelli 43' | Jegyzőkönyv |        |

| Stadio Renato Curi, Perugia Nézőszám: 14,012 Játékvezető: Éric Blareau (belga) |

| 1996. november 9. 16:00 UTC+4 |

| Grúzia | 0–2         | Anglia                       |
| ------ | ----------- | ---------------------------- |
|        | Jegyzőkönyv | Sheringham 15' Ferdinand 37' |

| Borisz Paicsadze Stadion, Tbiliszi Nézőszám: 48,000 Játékvezető: Jorge Monteiro Coroado (portugál) |

| 1996. november 10. 20:15 UTC+2 |

| Lengyelország                             | 2–1         | Moldova                  |
| ----------------------------------------- | ----------- | ------------------------ |
| Bałuszyński 4' K. Warzycha 77' (11-esből) | Jegyzőkönyv | Cleşcenco 83' (11-esből) |

| GKS stadion, Katowice Nézőszám: 8,000 Játékvezető: Szotírisz Vorjiász (görög) |

| 1997. február 12. 20:00 UTC+1 |

| Anglia | 0–1         | Olaszország |
| ------ | ----------- | ----------- |
|        | Jegyzőkönyv | Zola 19'    |

| Wembley, London Nézőszám: 75,056 Játékvezető: Puhl Sándor (magyar) |

| 1997. március 29. 20:45 UTC+1 |

| Olaszország                    | 3–0         | Moldova |
| ------------------------------ | ----------- | ------- |
| Maldini 24' Zola 45' Vieri 50' | Jegyzőkönyv |         |

| Nereo Rocco stadion, Trieszt Nézőszám: 17,677 Játékvezető: Gilles Veissière (francia) |

| 1997. április 2. 20:30 UTC+2 |

| Lengyelország | 0–0         | Olaszország |
| ------------- | ----------- | ----------- |
|               | Jegyzőkönyv |             |

| Silesian stadion, Chorzów Nézőszám: 32,000 Játékvezető: Kim Milton Nielsen (dán) |

| 1997. április 30. 20:00 UTC+1 |

| Anglia                       | 2–0         | Grúzia |
| ---------------------------- | ----------- | ------ |
| Sheringham 42' Shearer 90+1' | Jegyzőkönyv |        |

| Wembley, London Nézőszám: 71,208 Játékvezető: Rémi Harrel (francia) |

| 1997. április 30. 20:30 UTC+2 |

| Olaszország                            | 3–0         | Lengyelország |
| -------------------------------------- | ----------- | ------------- |
| Di Matteo 24' Maldini 36' R.Baggio 62' | Jegyzőkönyv |               |

| San Paolo, Nápoly Nézőszám: 35,237 Játékvezető: José García-Aranda (spanyol) |

| 1997. május 31. 20:30 UTC+2 |

| Lengyelország | 0–2         | Anglia                    |
| ------------- | ----------- | ------------------------- |
|               | Jegyzőkönyv | Shearer 5' Sheringham 90' |

| Sziléziai stadion, Chorzów Nézőszám: 25,000 Játékvezető: Urs Meier (svájci) |

| 1997. június 7. 19:15 UTC+4 |

| Grúzia                         | 2–0         | Moldova |
| ------------------------------ | ----------- | ------- |
| S. Arveladze 27' Kinkladze 51' | Jegyzőkönyv |         |

| Központi Stadion, Batumi Nézőszám: 12,500 Játékvezető: Charles Agius (máltai) |

| 1997. június 14. 20:30 UTC+2 |

| Lengyelország                                                | 4–1         | Grúzia           |
| ------------------------------------------------------------ | ----------- | ---------------- |
| Ledwoń 32' Trzeciak 34' Bukalski 74' (11-esből) K. Nowak 90' | Jegyzőkönyv | S. Arveladze 24' |

| GKS stadion, Katowice Nézőszám: 1,022 Játékvezető: Günter Benkö (osztrák) |

| 1997. szeptember 10. 20:00 UTC+1 |

| Anglia                                   | 4–0         | Moldova |
| ---------------------------------------- | ----------- | ------- |
| Scholes 29' Wright 46' 90' Gascoigne 81' | Jegyzőkönyv |         |

| Wembley, London Nézőszám: 74,102 Játékvezető: Karl-Erik Nilsson (svéd) |

| 1997. szeptember 10. 21:00 UTC+4 |

| Grúzia | 0–0         | Olaszország |
| ------ | ----------- | ----------- |
|        | Jegyzőkönyv |             |

| Borisz Paicsadze Stadion, Tbiliszi Nézőszám: 51,117 Játékvezető: Rune Pedersen (norvég) |

| 1997. szeptember 24. 19:00 UTC+3 |

| Moldova | 0–1         | Grúzia       |
| ------- | ----------- | ------------ |
|         | Jegyzőkönyv | Ketsbaia 10' |

| Köztársasági Stadion, Chișinău Nézőszám: 5,300 Játékvezető: Dani Koren (izraeli) |

| 1997. október 7. 19:00 UTC+3 |

| Moldova | 0–3         | Lengyelország         |
| ------- | ----------- | --------------------- |
|         | Jegyzőkönyv | Juskowiak 23' 56' 60' |

| Köztársasági Stadion, Chișinău Nézőszám: 8,000 Játékvezető: Metin Tokat (török) |

| 1997. október 11. 20:45 UTC+2 |

| Olaszország | 0–0         | Anglia |
| ----------- | ----------- | ------ |
|             | Jegyzőkönyv |        |

| Olimpiai Stadion, Róma Nézőszám: 65,892 Játékvezető: Mario van der Ende (holland) |

| 1997. október 11. 16:00 UTC+4 |

| Grúzia                                     | 3–0         | Lengyelország |
| ------------------------------------------ | ----------- | ------------- |
| A. Arveladze 55' Chadadze 68' Ketsbaia 74' | Jegyzőkönyv |               |

| Borisz Paicsadze Stadion, Tbiliszi Nézőszám: 15,000 Játékvezető: Ľuboš Micheľ (szlovák) |

## Góllövőlista
| 5 gólos - Alan Shearer 3 gólos - Teddy Sheringham - Fabrizio Ravanelli - Andrzej Juskowiak 2 gólos - Paul Gascoigne - Ian Wright - Sota Arveladze - Temuri Ketsbaia - Paolo Maldini - Gianfranco Zola 1 gólos - Nick Barmby - Les Ferdinand - Paul Scholes | - Arcsil Arveladze - Giorgi Kinkladze - Kahaber Chadadze - Roberto Baggio - Pierluigi Casiraghi - Roberto Di Matteo - Christian Vieri - Serghei Cleşcenco - Alexandru Curtianu - Henryk Bałuszyński - Krzysztof Bukalski - Marek Citko - Adam Ledwoń - Krzysztof Nowak - Mirosław Trzeciak - Krzysztof Warzycha |